# Сухарев Сергій Віталійович
Сергій Віталійович Сухарев (згідно частини джерел Сухарєв) (нар. 24 серпня 1962, Марійська АРСР) — радянський та український футболіст, який грав на позиції захисника. Відомий насамперед виступами за охтирський «Нафтовик», за який він зіграв понад 300 матчів у чемпіонатах СРСР та України, відомий також виступами за тернопільську «Ниву» і луцьку «Волинь» у вищій лізі чемпіонату України.

## Клубна кар'єра
Сергій Сухарев народився у Марійській АРСР, а розпочав заняття футболом у ДЮСШ в казахстанському місті Чимкенті. Розпочав виступи у команді майстрів футболіст у місцевій команді «Меліоратор», яка виступала в другій союзній лізі, в 1981 році. У 1986 році Сергій Сухарев став гравцем друголігової команди з Узбекистану «Зеравшан». В узбецькій команді він стає одним із основних захисників клубу, та зіграв протягом 4 років 157 матчів у чемпіонатах СРСР. У 1990 році Сухарев стає гравцем друголігового клубу з України «Нафтовик» із міста Охтирка, в якому відразу ж стає одним із основних захисників клубу. Наступного року охтирські футболісти виграють зональний турнір другої ліги, який на той час називався чемпіонатом УРСР, але замість буферної зони другої ліги команда у зв'язку із розпадом СРСР у 1992 році стартувала у вищій лізі вже незалежної України. Проте команда невдало виступила у вищому дивізіоні, і з другого чемпіонату України Сергій Сухарев виступав у складі команди вже у першій лізі. Відразу повернутись у вищий дивізіон охтирській команді не вдалось, і в 1994 році за запрошенням колишнього тренера «Нафтовика» Валерія Душкова перейшов до команди вищої ліги — «Ниви» з Тернополя. Проте в команді Сухарев виступав лише протягом одного сезону, та перейшов до складу іншого клубу вищої ліги — луцької «Волині». Проте в команді вже досвідчений захисник виступав лише протягом півроку, за які зіграв 17 матчів у чемпіонаті України, та повернувся до складу «Нафтовика». У команді з Охтирки Сухарев грав до закінчення професійної кар'єри у 1999 році, усього зігравши за клуб 304 матчі в чемпіонатах СРСР і України. Ще кілька років футболіст грав в аматорському чемпіонаті України за «Нафтовик-2», після чого остаточно завершив виступи на футбольних полях.

## Досягнення
- Чемпіон УРСР серед команд другої ліги: 1991
- Бронзовий призер чемпіонату України серед команд першої ліги: 1992–1993